# 광주 신창동 유적
 광주 신창동 유적은 광주광역시 광산구 신창동에 위치한다. 1992년 9월 9일 대한민국의 사적 제375호로 지정되었으며, 발굴된 유물이 거의 국립광주박물관에 소장되어 있다.

## 자세한 위치
영산강 변에 낮게 솟은 삼각산(해발 98.1m)에서 영산강의 서안을 따라 남동쪽으로 뻗어 내린 능선의 끝자락에 해당한다. 현재 호남고속도로가 통과하고 있다.

## 유물
- 이 유물들은 거의 국립광주박물관에 소장되어 있다.
- 다양한 재배작물 씨앗과 칼, 활 등 무기, 괭이, 낫 등 농기구, 원통모양칠기를 비롯한 각종 용기, 발화구, 신발골, 베틀 부속구, 현악기, 빗 등이 출토되었다.
- 괭이, 따비, 낫, 절구공이 등 다양한 목제농사도구, 각종 의례가 유물이 확인되어 당시 농경기술의 농경의례에 대한 접근이 어느 정도 가능하였다.제골각기, 동식물 유체가 출토되어 한국 고대 문화의 여러 가지 모습을 알려주는 귀중한 자료였다. 특히 괭이는 신창동 유적에서 확인되는 독창적인 결합 기술이다.

## 조사

### 1960년대
1963년 옹관묘 조사로 최초로 알려졌다.

### 1990년대
1992년 국도 1호선 개량공사로 국립광주박물관이 긴급조사를 실시하였다.
이 조사로 저수지와 함께 토기가마, 도랑, 주거지 등이 확인되어 초기철기시대의 생산 및 생활, 무덤이 결합된 대단위로 복합되었다.

## 저습지 유적[1]
벼, 조, 밀, 들깨, 오이 등의 다양한 재배작물이 확인되었다.
쌀농사와 관련된 자료로는 탄화미·왕겨·벼잎사귀와 뿌리 등이 있었는데, 이들을 가지고 DNA분석을 시도한 결과 모두 자포니카로 밝혀졌다.

## 참고
- 광주 신창동 유적에 출토된 것은 거의 국립광주박물관에 전시되었다.
- 국립광주박물관은 특별전으로 광주 신창동 유적에 관련한 특별전시를 계획하였다.
- 현재 국립광주박물관 1층 농경문화실에서 광주 신창동 유적에 관련한 전시를 하고 있다.